# 할릴 이날즉
할릴 이날즉(튀르키예어: Halil İnalcık, 1916년 5월 26일~ 2016년 7월 25일)은 터키 태생의 역사학자이다. 주요 연구 영역은 오스만 제국의 사회사와 경제사였다. 오스만 제국사 연구에 있어 할릴 이날즉은 메흐메트 푸아트 쾨프륄뤼의 뒤를 이어 프랑스 아날학파의 사회, 경제학적 방법론을 이식했고, 외메르 루트피 바르칸의 뒤를 이어 오스만 제국의 고문서 연구를 대중화시켰다.

## 생애
할릴 이날즉은 1916년 오스만 제국 콘스탄티니예에서 태어났다. (할릴 이날즉 자신도 정확한 생일을 몰랐으나, 터키에서는 5월 26일을, 미국에서는 7월 4일을 생일으로 삼았다). 할릴 이날즉의 가족은 전쟁을 피해 1924년, 앙카라로 이주했다. 아버지인 세이트 오스만 누리(튀르키예어: Seyit Osman Nuri)는 가족을 떠나 이집트로 이주했기 때문에, 할릴 이날즉은 편모 가정에서 성장했다. 초등교육은 앙카라 가지 멕테비(튀르키예어: Ankara Gazi Mektebi)에서, 중등교육은 앙카라 가지 무알림 멕테비(튀르키예어: Ankara Gazi Muallim Mektebi)에서 받았다. 고등교육은 발르케시르 네자티 베이 무알림 멕테비(튀르키예어: Balıkesir Necati Bey Muallim Mektebi)에서 받았다. 중학교와 고등학교에서는 선생님이 되기를 희망하였으나, 대학교에 입학할 무렵에는 역사학자로 꿈을 바꾸었다.
1936년, 앙카라대학교 언어, 역사, 지리학부에 입학, 근대사를 전공했다. 1940년에 교육과정을 마치고는 해당 학부에 조교로 취업했고, 1942년에는 《탄지마트와 불가르 문제(튀르키예어: Tanzimat ve Bulgar Meselesi)》란 논문으로 박사 과정을 마치고, 1952년 교수로 임용되었다. 1972년까지 해당 학부에서 교수로 재직한 할릴 이날즉은 이후 시카고대학교 사학과로 이직했다. 할릴 이날즉의 대표적인 저작 《오스만 제국: 고전기 1300-1600(영어: The Ottoman Empire: The Classical Age 1300-1600)》이 출간된 것(1973년)도 이 시기였다. 1993년에는 다시 시카고대학교에서 퇴직하여 빌켄트대학교로 적을 옮겨 죽을때까지 자리를 지켰다. 2003년에는 자신이 가지고 있던 오스만 관련 사료와 서적들을 빌켄트대학교에 기부하였고, 빌켄트 대학교는 할릴 이날즉 오스만 연구 센터를 만들어 이 자료들을 공개했다.

## 학문
할릴 이날즉 학문 세계의 가장 큰 특징은, 오스만 제국의 역사를 외국인이나 타자의 눈이 아니라 오스만인의 눈으로 연구했던 점이며, 이를 위해 평생 노력해왔다. 그의 연구는 항상 원사료에 천착한 것이였다. 이를 위해 할릴 이날즉은 영어, 프랑스어, 독일어와 아랍어, 이란어, 이탈리아어를 공부했다. 이 능력으로 말미암아 그는 오스만 시대의 정치, 사회, 경제 전 영역을 연구하였고, 오스만 법체계, 토지제도, 티마르 제도, 도시사, 개혁기 사회경제 변천사 등에서 특히 성과를 보였다.
앙카라대학교에서 할릴 이날즉은 푸아트 쾨프륄뤼의 지도를 받았다. 이 시기 할릴 이날즉의 사관은 터키 민족주의적이었다. 그러나 외메르 뤼트피 바르칸의 영향으로 차츰 프랑스 아날학파의 영향을 받았고, 1950년, 파리의 컨퍼런스에서 페르낭 브로델과 《펠리페 2세 시대의 지중해와 지중해 세계》를 소개 받은 뒤 이날즉의 사관은 극적으로 변화했다. 이날즉은 이후 오스만사를 지중해, 세계 무역, 경제, 사회, 제도적 변화라는 더 넓은 틀 아래에서 연구하기 시작했다. 뿐만 아니라, 이날즉은 마르크스주의는 거부하였지만 마르크스 학자들과 마찬가지로 농민, 도시 노동자, 물질 문화, 오스만 제국 건설의 경제적 요인 등에 관심을 가졌다. 영국에서 교환교수로 있으면서는 폴 위트텍과 교류하여 사료의 비판적으로 해석하는 묘를 깨달았다. 이후 그는 남겨진 오스만 공문서를 활용하여 토지제도, 인구, 농업 생산성, 공업, 교역, 세금 등의 주제를 다루었다. 할릴 이날즉은 또한 모든 학생들에게 오스만 고문서를 적극 활용하기를 권했고, 그 결과 오스만사 연구의 지평은 정치사를 뛰어넘어 확장하게 되었다.

### 주요 논저
- 1943. (터) Tanzimat ve Bulgar Meselesi. TTK.
- 1954. (터) Hicri 835 Tarihli Suret-i Defter-i Sancak-ı Arvanid. TTK.
- 1954. (터) Fatih Devri Üzerinde Tetkikler ve Vesikalar. TTK.
- 1956. (터) Kanûnnâme-i Sultânî ber Mûceb-i Örf-i Osmanî: II. Mehmed ve II. Bayezid Devirlerine Ait Yasaknâme ve Kanûnnâmeler. TTK. (R. Anhegger와 공저)
- 1960. (영) “Mehmed the Conqueror (1432-1481) and his Time.” Speculum, Vol. 35, No. 3: 408-427.
- 1969. (영) “Capital Formation in the Ottoman Empire.” The Journal of Economic History, Vol. 29, No. 1: 97-140.
- 1969. (영) “The Policy of Mehmed II toward the Greek Population of Istanbul and the Byzantine Buildings of the City.” Dumbarton Oaks Papers, Vol. 23/24: 229-249.
- 1973. (영) The Ottoman Empire: the Classical Age, 1300-1600. Weidenfeld and Nicholson.
  - 2005. (터) Osmanlı imparatorluğu: klasik çağ (1300-1600). Ruşen Sezer 옮김. Yapı Kredi Kültür Sanat Yayıncılık.
- 1978. (터) Gazavât-ı Sultân Murâd b. Mehemmed Hân İzladi ve Varna Savaşları (1443-1444) Üzerinde Anonim Gazavâtnâme. TTK. (M. Oğuz와 공저)
- 1978. (영) The Ottoman Empire: Conquest, Organization and Economy. Variorum Reprints.
- 1985. (영) Studies in Ottoman Social and Economic History. Variorum Reprints.
- 1993. (터) Osmanlı İmparatorluğu Toplum ve Ekonomi Üzerinde Arşiv Çalışmaları, İncelemeler. Eren.
- 1993. (영) The Middle East and the Balkans under the Ottoman Empire (Indiana University Turkish Studies and Turkish Ministry of Culture Joint Series Volume 9). Indiana University.
- 1993. (영) The History of the Black Sea Trade: the Register of Customs of Caffa. Cambridge University Press.
- 1995. (영) From Empire to Republic: Essays on Ottoman and Turkish Social History. Eren.
- 2000. (터) Osmanlı’da Devlet, Hukuk, Adâlet. Eren.
- 2003. (터) Şâir ve Patron, Patrimonyal Devlet ve Sanat Üzerinde Bir İnceleme. Doğu Batı Yayınları.
- 2005. (터) Doğu Batı Makaleler I. Doğu Batı Yayınları.'
- 2006. (영) Turkey and Europe in History. Eren.
- 2007. (터) Atatürk ve Demokratik Türkiye. Kırmızı Yayınları.
- 2010. (터) Kuruluş Dönemi Osmanlı Sultanları. İSAM Yayınları.
- 2016. (터) Osmanlı Tarihinde İslamiyet ve Devlet. İş Bankası Yayınları.

### 편저자
- O. Okyar와 공동 편저. 1980. Türkiye’nin Sosyal ve Ekonomik Tarihi / Social and Economic History of Turkey (1071-1920). Meteksan.
- C. Kafadar와 공동 편저. 1994. (영) Süleyman the Second and his Time. Isis Press.
- D. Quataert와 공동 편저. 1994. (영) An Economic and Social History of the Ottoman Empire, 1300–1914. Cambridge University Press.
- N. Göyünç, E. İhsanoğlu, Y. Halaçoğlu와 공동 편저. 1999. (터) Osmanlı, vol. 01-12. Yeni Türkiye Yayınları.
- Günsel Renda와 공동 편저. 2004. Osmanlı Uygarlığı/ Ottoman Civilization, vol. 01-02. Kültür Bakanlığı.
- M. Seyitdanlıoğlu와 공동 편저. 2006. (터) Tanzimat / Değişim Sürecinde Osmanlı İmparatorluğu. Phoenix Yayınları.

### 역주서
- Tursun Beg. 1978. The History of Mehmed the Conqueror. American Research Institute. (R. Murphey와 공역)